# Chiesa di Santa Maria Assunta (Vivaro)
La chiesa di Santa Maria Assunta è la parrocchiale di Vivaro, in provincia di Pordenone e diocesi di Concordia-Pordenone; fa parte della forania di Maniago.

## Storia
Il primo documento in cui viene citata, seppur indirettamente, una chiesa a Vivaro risale al 1333; questa è di nuovo menzionata nel 1482. La parrocchia fu eretta il 28 ottobre 1586 con territorio dismembrato dalla pieve matrice di Maniago. La chiesa, riedificata nel XVIII secolo, venne completamente distrutta da un incendio all'inizio del XIX secolo ed al suo posto sorse l'attuale parrocchiale, costruita tra 1815 ed il 1870. Nel 1882 fu eretto il campanile e, il 19 novembre 1909, la chiesa venne consacrata dal vescovo di Concordia Francesco Isola. Subì un restauro nel 1982; nel 2002 pure la torre campanaria venne ristrutturata. Infine, nel 2005 la chiesa venne sottoposta ad un intervento di ammodernamento.